# Asociación de Remo del Cantábrico
La Asociación de Remo del Cantábrico es una organización deportiva nacida el 29 de marzo de 2006 a iniciativa de varios clubes de remo de Cantabria y País Vasco para fomentar el deporte del remo en banco fijo con gran arraigo en la Cornisa Cantábrica. Incluye clubes de traineras desde la región francesa de Aquitania hasta Asturias, si bien, los clubes de esta región se reparten entre esta asociación, en el caso del Club Náutico de Luanco, y la Liga Gallega de Traineras, en el caso de Club de Mar de Castropol.
Dicha asociación se encarga de organizar la Liga ARC que reúne a los clubes de remo de su ámbito territorial que no están encuadrados en la Liga ACT. Tanto la Liga ARC como la Liga Gallega de Traineras, que son independientes entre sí, se consideran como la Segunda División de las traineras en tanto que la Liga ACT se corresponde con la Primera División.
Mantiene acuerdos de colaboración con las otras asociaciones de remo de la Cornisa Cantábrica tanto en modalidad masculina (Asociación de Clubes de Traineras y Liga Gallega de Traineras) como femenina (Asociación de Traineras de Mujeres
De acuerdo con los estatutos de la asociación, el presidente se elige cada 2 años (años impares), cargo que desempeña Eugenio Sánchez, presidente de Club de Remo Colindres, desde el año 2013.